# Хоэ (буква)
Хоэ  (ჵ, груз. ჰოე) — тридцать восьмая буква классического грузинского алфавита.

## Использование
В грузинском языке обозначала звук [oː], была исключена из алфавита Обществом по распространению грамотности среди грузин и заменена сочетанием ჰოი. Числовое значение в изопсефии — 10000 (десять тысяч).
В системах романизации грузинского письма передаётся как ō (ISO 9984, ALA-LC).

## Написание
| Асомтаврули | Нусхури | Мхедрули |
| ----------- | ------- | -------- |
|             |         |          |

## Кодировка
Хоэ асомтаврули и хоэ мхедрули включены в стандарт Юникод начиная с самой первой его версии (1.0.0) в блоке «Грузинское письмо» (англ. Georgian) под шестнадцатеричными кодами U+10C5 и U+10F5 соответственно.
Хоэ нусхури была добавлена в Юникод в версии 4.1 в блок «Дополнение к грузинскому письму» (англ. Georgian Supplement) под шестнадцатеричным кодом U+2D25; до этого она была унифицирована с хоэ мхедрули.
Хоэ мтаврули была включена в Юникод в версии 11.0 в блок «Расширенное грузинское письмо» (англ. Georgian Extended) под шестнадцатеричным кодом U+1CB5.